# Marnardal

Wappen von Marnaldal

Marnardal war eine Kommune im Fylke Vest-Agder in Norwegen. Ihr Verwaltungssitz lag in Heddeland. Im Zuge der Kommunalreform in Norwegen wurden Marnaldal und Mandal zum 1. Januar 2020 mit Lindesnes zusammengeführt.
Auf einer Fläche von 397 km² lebten 2297 Einwohner (Stand: 1. Januar 2019). Die Kommunennummer war 1021. Letzter Bürgermeister war Helge Sandåker (Ap).
Die Sørlandsbane hat einen Bahnhof in Heddeland.